# Agylla zopisa
Agylla zopisa är en fjärilsart som beskrevs av Paul Dognin 1894. Agylla zopisa ingår i släktet Agylla och familjen björnspinnare. Inga underarter finns listade i Catalogue of Life.